# Lijst van musea in Israël
Hieronder volgt een lijst van musea in Israël, alfabetisch per plaats gerangschikt.

## Beër Sjeva
- Israeli Air Force Museum

## Haifa
- Hecht Museum (in de Universiteit van Haifa)
- Tikotin Museum of Japanese Art
- Haifa Museum of Art
- Museum voor Clandestiene Immigratie en Marine
- Nationale Maritieme Museum
- Haifa City Museum
- Israel Railway Museum
- Interneringskamp Atlit

## Jeruzalem
- Independence Hall
- Jad Wasjem
- Israel Museum
- Bible Lands Museum
- Museum on the Seam
- L. A. Mayer Instituut voor Islamitische Kunst
- Toren van David, museum over de geschiedenis van Jeruzalem
- Bloomfield Wetenschapsmuseum
- Center for Human Dignity, by Frank Gehry (In aanbouw - May 2006)
- Herzlberg Militaire Begraafplaats
- Rockefeller Museum
- Westmuur Tunnels Museum
- Ticho Huis

## Kibboets Ein Harod
- Museum of Art, Ein Harod - het qua grootte derde kunstmuseum van Israël

## Kibboets Lochamei HaGeta'ot
- Huis van de Gettovechters

## Kibboets Sde Boker
- David Ben Gurions woestijnhuis en begrafenisplek in Sde Boker

## Latrun
- Jad LeShierjon, the armored corps memorial site and museum

## Ra'anana
- Jad Labaniem

## Tel Aviv
- Ben Gurion Museum
- Eretz Israel Museum voormalig Haaretz Museum
- Tel Aviv Museum of Art, Het Helena Rubinstein Paviljoen voor Moderne Kunst
- Beet Hatefoetsot (Diaspora Museum)
- Beet Hapalmach (Palmach Museum)